# Budapest elpusztult nevezetes IV. kerületi épületeinek listája
Az alábbi lista Budapest elpusztult nevezetes IV. kerületi épületeit sorolja fel. A források hiánya miatt az összeállítás nem tekinthető teljesnek.

## A lista
| Név                                                       | Építés ideje | Elpusztulás ideje | Elhelyezkedés                         | Megjegyzés | Kép |
| --------------------------------------------------------- | ------------ | ----------------- | ------------------------------------- | --- | --- |
| Furnér- és Lemezművek                                     | 1834         | 1990-es évek      | Külső Váci út 60.                     | Az üzem a rendszerváltás után végelszámolással megszűnt, majd az 1990-es években elbontották. Helyén ma egy barkácsáruház található.                                                       |     |
| Leiner Fülöp és Fia Enyvgyára Rt.                         | 1864         | 1990 után         | Külső Váci út 72.                     | Az épületeket elbontották, a terület jelenleg üresen áll. |     |
| Pannónia Szőrmegyár                                       | 1866         | 2007              | Külső Váci út 44-48.                  | Az épületeket elbontották, a terület jelenleg üresen áll. |     |
| Újpesti Gázgyár                                           | 1872         | 1914              | Külső Váci út és a Zsilip utca sarkán | 1913-ban bezárt, majd 1914-ben elbontották. Területét a Phőbus Villamos Vállalatok Rt. kapta meg. A gyárat 1946-ban államosították, és 1950-ben a Budapesti Elektromos Művekhez csatolták. |     |
| Táncsics Bőrgyár                                          | 1894         | 2000-es évek      | Károlyi István utca 1-11.             | Csak két védett és felújított épületét nem bontották el. Helyén épült a Metrodom Panoráma nevű lakópark.                                                                                   |     |
| Porfestékgyár                                             | 1903         | 1970-es évek      | Külső Váci út 75.                     | Megszűnt. Területét az Egyesült Izzóhoz csatolták. Eredeti épületei már nincsenek meg. |     |
| Újpesti Színház                                           | 1905         | 1947              |                                       | Az üzem a rendszerváltás után végelszámolással megszűnt, majd az 1990-es években elbontották. Helyén ma egy barkácsáruház található.                                                       |     |
| Budalakk                                                  | 1918         | 2004              | Duna sor 11.                          | Az épületeket elbontották, a terület jelenleg üresen áll. |     |
| Újpesti Gyógyfürdő és Uszoda                              | 1974         | 2017              | Árpád út 114–120.                     | 2007-ben zárt be. Az épületet tíz évvel később elbontották. |     |
| Ady Endre Művelődési Központ (Újpesti Művelődési Központ) | 1984         | 2020              | 1043 Budapest, Tavasz u. 4.           | |     |